# My Own Way (Jay Sean)
My Own Way è il secondo album in studio del cantante britannico Jay Sean, pubblicato il 12 maggio 2008 dalla Jayded Records.
L'album ha avuto un buon successo nel Regno Unito, raggiungendo la sesta posizione nella classifica album più venduti e la prima della Official R&B Chart. Ne esiste anche una versione hindi dell'album pubblicata in India. L'album ha venduto circa 300 000 copie nel Regno Unito e più di 350.000 in tutto il mondo.

## Tracce

### Edizione standard
1. Ride It – 3:10
2. Maybe – 3:10
3. I Won't Tell – 3:20
4. Stay – 3:39
5. Stuck in the Middle (feat. Jared Cotter) – 3:38
6. Good Enough – 4:02
7. Cry – 4:36
8. All or Nothing – 4:07
9. Runaway – 3:48
10. Waiting – 4:06
11. Used to Love Her – 3:47
12. Just a Friend – 3:41
13. Murder (feat. Thara) – 3:59
14. Easy as 1, 2, 3 – 3:19

### Edizione deluxe
1. Ride It – 3:10
2. Tonight – 3:42
3. Maybe – 3:22
4. I Wont Tell (Remix feat. Sway) – 3:38
5. Stay – 3:40
6. Stuck in the Middle (feat. Jared Cotter) – 3:38
7. All or Nothing – 4:08
8. Never Been in Love – 3:28
9. Cry – 4:35
10. Good Enough – 4:03
11. Used to Love Her – 3:48
12. Waiting – 4:06
13. Runaway – 3:49
14. Just a Friend – 3:40
15. Murder (feat. Thara) – 3:58
16. Easy as 1, 2, 3 – 3:21
17. I'm Gone – 3:16

## Classifiche
| Classifica (2008) | Posizione massima |
| ----------------- | ----------------- |
| Regno Unito       | 6                 |
| Regno Unito (R&B) | 1                 |